# كعكة الأوبة
كعكة الأُوبة هي كعكة شيفون فلبينية تقليدية أو كعكة إسفنجية مصنوعة من حلاوة أوبة ( اليام الأرجواني المهروس)، ذاتُ أرجواني واضح مثل معظم الأطباق المصنوعة من الأوبة في الفلبين.

## التحضير
تحضر كعكة الأوبة بشكل عام بشكل مماثل لكعكة مامون (كعك شيفون وكعك إسفنجي في المطبخ الفلبيني) ولكن مع إضافة اليام الأرجواني المهروس إلى المكونات. يُصنع عادةً من الدقيق والبيض والسكر وقليل من الملح ومسحوق الخبز والونيلية والزيت والحليب وقشدة التَرتار. تكون الكعكة الناتجة من اللون الوردي إلى الأرجواني (حسب كم الأوبة المُضاف) وأكثر كثافة ورطوبة قليلاً من كعكات الشيفون العادية.
عادة ما تحتوي كعكة الأوبة على قشدة مخفوقة أو جبنة قشدية أو قشدة الزبدة والتي يمكن أيضًا أن تكون بنكهة أوبة أو جوز الهند.

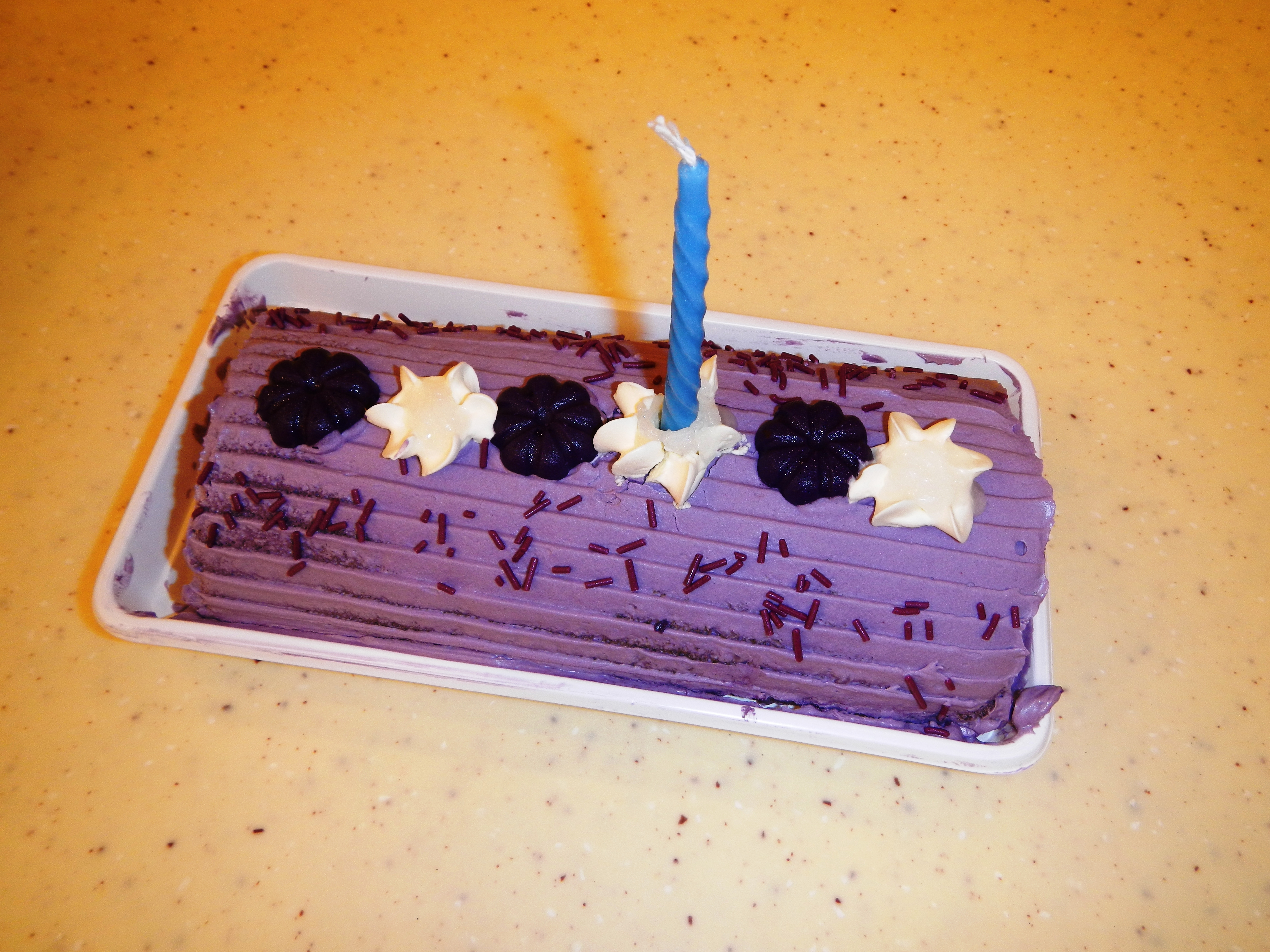
لفة أُوبَة